# Sattleria
Sattleria is een geslacht van vlinders van de familie tastermotten (Gelechiidae).

## Soorten
- S. angustispina Pitkin & Sattler, 1991
- S. arcuata Pitkin & Sattler, 1991
- S. basistrigella (Müller-Rutz, 1934)
- S. breviramus Pitkin & Sattler, 1991
- S. dzieduszyckii (Nowicki, 1864)
- S. izoardi Huemer & Sattler, 1992
- S. marguareisi Huemer & Sattler, 1992
- S. melaleucella (Constant, 1865)
- S. pyrenaica (Petry, 1904)
- S. styriaca Pitkin & Sattler, 1991
- S. triglavica Povolny, 1987